# Сенере, Валентина
Валенти́на Зене́ре (исп. Valentina Zenere, род. 16 января 1997, Буэнос-Айрес, Аргентина) — аргентинская актриса, певица, модель. Наиболее известна по ролям в телесериалах «Я Лу́на» и «Элита». 

## Биография
Валентина Зенере родилась в Буэнос-Айресе, Аргентина, 15 января 1997 года. С самого раннего детства девушке нравилось петь и играть на публике.

## Карьера
Дебют на ТВ состоялся в 2007 году. Она снялась в рекламе специально для кукольной фирмы «Барби». Первую роль Валентина получила в 2010 году, став актрисой четвертого сезона сериала «Почти Ангелы», режиссером которого стала Крис Морена. В 2011 году ей пришло предложение, сняться в сериале Уникальные, исполняя роль Джессики Сервантес. В 2011 году она подписывает контракт модельного агентства «Multitalent» и становится моделью для брендов «Sweet Victorian» и «Tutta La Frutta». Позднее, в 2013 году Крис Морена предлагает ей роль в новом сериале «Союзники». В 2015 году Валентина получает роль главной злодейки Амбар Смит в новом сериале «Я Лу́на».В 2020 году снимается в последнем сезоне сериала Телефонистки,а в 2022 году играет в 5 и 6 сезоне сериала Элита. Ей достаётся роль Исадоры новой ученицы Лас Энсинас. Так же в 2022 году выходит ее первый сингл «Cero Coma»

## Личная жизнь
C 2009 года и по сей день, Зенере встречается с Маркосом де Пьетри.

## Фильмография
| Год       |   | Русское название | Оригинальное название | Роль               |
| --------- | - | ---------------- | --------------------- | ------------------ |
| 2010      | с | Почти Ангелы     | Casi Ángeles          | Алаи Инчайсти      |
| 2011      | с | Уникальные       | Los únicos            | Джессика Сервантес |
| 2014      | с | Союзники         | Aliados               | Мара Ульоа         |
| 2016—2018 | с | Я Луна           | Soy Luna              | Амбар Смит         |
| 2019      | с | Хуакас           | Juacas                | Амбар Смит         |
| 2020      | с | Телефонистки     | Cable girls           | Камила Сальвадор   |
| 2022—2023 | с | Элита            | Elite                 | Исидора            |